# Sexteto de cordas

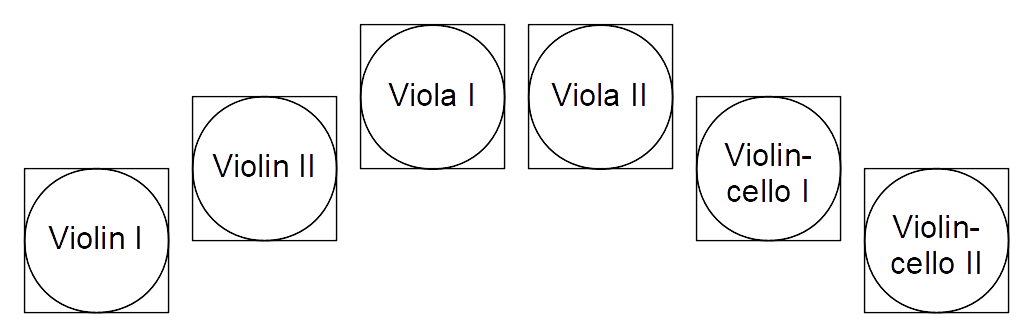
Exemplo de layout de conjunto

Na música clássica, um sexteto de cordas é uma composição escrita para seis instrumentos de cordas, ou um grupo de seis músicos que executam tal composição. A maioria dos sextetos de cordas foi escrita para um conjunto composto por dois violinos, duas violas e dois violoncelos.

## Combinações menos usuais
Mais combinações inusitadas para um sexteto de cordas:
- três violinos, viola e dois violoncelos: Ferdinand David (1810–1873), op. 38, Gaetano Brunetti (1744–1798), op. 1, Eugene Goossens (1893–1962), op. 37[1]
- três violinos, duas violas e violoncelo: Jan Brandts Buys (1868–1933), op. 40[2]
- dois violinos, duas violas, violoncelo, contrabaixo: Ignaz Pleyel (1757–1831) B.271, e outros[3]
- dois violinos, viola, dois violoncelos, contrabaixo: incluindo obras de Auguste Franchomme (1808–1884) e Ignacy Feliks Dobrzyński (1807–1867)[4]